# Eiconaxius albatrossae
Eiconaxius albatrossae är en kräftdjursart som beskrevs av Brian Frederick Kensley 1996. Eiconaxius albatrossae ingår i släktet Eiconaxius och familjen Axiidae. Inga underarter finns listade i Catalogue of Life.